# کومورنی لهوتکا
کومورنی لهوتکا (به چکی: Komorní Lhotka) یک منطقهٔ مسکونی در جمهوری چک است که در ناحیه فریدک-میستک واقع شده‌است. کومورنی لهوتکا ۱۹٫۸۹ کیلومتر مربع مساحت و ۱٬۳۰۰ نفر جمعیت دارد و ۴۱۰ متر بالاتر از سطح دریا واقع شده‌است.